# Alberto di Giussano (1930)
Alberto di Giussano – włoski krążownik lekki z okresu II wojny światowej, należący do typu Alberto di Giussano. Nazwany na cześć włoskiego kondotiera Alberto da Giussano.
Alberto di Giussano należał do typu czterech okrętów zbudowanych jako przeciwwaga dla niszczycieli francuskich typu Lion. W chwili wodowania był jednym z najszybszych krążowników świata. Okręty tego typu charakteryzowała zła stateczność, żeglowały mokro, a warunki bytowe załóg nie należały do najlepszych. Przed wybuchem II wojny światowej okręty te klasyfikowane były oficjalnie jako krążowniki lekkie. W chwili wejścia Włoch do wojny - w czerwcu 1940 roku, „Alberto di Giussano” wchodził w skład 4 Dywizjonu Floty Włoskiej, biorąc udział w licznych operacjach minowych oraz dostarczając benzynę dla Afrika Korps feldmarszałka Rommla. 13 grudnia 1941 roku okręt i jego „bliźniak” „Alberico da Barbiano” zostały zatopione przez alianckie niszczyciele w bitwie koło przylądka Bon - wraz z jednostkami zginęło ponad 900 członków ich załóg.